# Noel Zapico
Noel Zapico Rodríguez (La Roza, Langreo, Asturias, 10 de diciembre de 1934-Oviedo, 22 de junio de 2023) fue un sindicalista español. Figura clave en la Transición en Asturias.

## Biografía
Nació en 1934 en la localidad langreana de La Roza, Ciaño, en el Principado de Asturias. Su padre Suso Zapico, era minero en la  cuenca asturiana. Durante su juventud, Noel comenzó a trabajar como pinche en la empresa Carbones Asturianos. Posteriormente realizó los estudios de perito Mercantil y Graduado Social y se licenció en Ciencias Políticas.
Comenzó su andadura política durante el Franquismo, en el Sindicato Vertical. Posteriormente fue presidente del Consejo Nacional de Trabajadores (1976); y delegado de los trabajadores españoles en la Organización Internacional del Trabajo. Allí defendió la reforma política de Adolfo Suárez que a través de la Ley para la Reforma Política supuso el paso de la dictadura del general Franco, basada en las Leyes Fundamentales del Reino, dio paso a una monarquía parlamentaria.
En 1962, se produjo la Huelgona de los mineros asturianos. En aquella ocasión, Zapico —que contaba con veinticuatro años y estaba recién casado—, intervino por primera vez en público, ante más de 3000 mineros en Sama de Langreo. Tras casi dos meses de huelga, el Gobierno accedió a varias de las reivindicaciones de los mineros —centradas en mejoras salariales y en las condiciones de trabajo—. Sin embargo en agosto volvieron las movilizaciones, ante el incumplimiento del Gobierno, que desterró a más de doscientos mineros, y tensionó más la situación. En las elecciones sindicales —celebradas en otoño— Zapico, que trabajaba en Carbones Asturianos, arrasó. Consiguió, tras hablar con Franco, el regreso paulatino de los mineros desterrados.
Como dirigente del sindicalismo vertical, Zapico se reunió en diversas ocasiones con Franco en el Palacio de El Pardo y con el Rey Juan Carlos I en el Palacio de la Zarzuela. 
Como Torcuato Fernández Miranda, Zapico Rodríguez defendía la apertura de España hacia un sistema democrático, sin ruptura. De hecho, fue uno de los ponentes de la Ley para la Reforma Política que posibilitó la legalización de los partidos políticos y sindicatos en España. Colaboró estrechamente con Torcuato Fernández Miranda y Adolfo Suárez en este proceso. Zapico, por su cargo de presidente del Consejo Nacional de Trabajadores, tuvo acceso a  mucha información sobre las actividades de los partidos políticos y las posiciones que otros gobierno marcaban sobre el futuro de España tras la muerte de Franco. En el proceso de la Transición defendió la presencia del Partido Comunista de España en las negociaciones llevadas a cabo en esos momentos, lo que le creó varios enemigos, fundamentalmente entre los militares.
Suárez le ofreció ser ministro de Empleo para su primer gobierno, pero no llegó a ocupar esa cartera ante la oposición de parte del estamento militar. Tras la constitución de las Cortes Constituyentes (1977), Zapico abandonó momentáneamente la actividad política. Manuel Fraga le invitó a fundar Alianza Popular. Zapico fue, junto con Claudio Fernández Junquera o Isidro Fernández Rozada, uno de los fundadores del nuevo partido en Asturias. Años después, también participaría en la refundación del partido, que daría lugar al Partido Popular en Asturias.
Sergio Marqués, Presidente del Principado de Asturias, nombró a Noel Zapico director general de Cooperación (1995); años después ocuparía el cargo de adjunto a la Procuradora General del Principado de Asturias, dirigido en aquel entonces por María Antonia Fernández Felgueroso (2006).
Noel Zapico falleció en su domicilio ovetense, el 22 de junio de 2023, a los 89 años.

### Vida familiar
Noel Zapico estaba casado con María del Carmen Álvarez Noval. El matrimonio tuvo dos hijos: Noé y Ruth.

## Distinciones
Entre otras, recibió las siguientes distinciones:
- Medalla de oro al Mérito en el Trabajo
- Medalla de plata de la Juventud
- Encomienda de la Orden de Cisneros
- Gran cruz al Mérito Civil
- Cruz de caballero de la Legión de Honor Francesa